# 비야사
비야사 (/ˈvjɑːsə/; 산스크리트어: व्यास, IAST: Vyāsa) 또는 베다 비야사(산스크리트어: वेदव्यास, IAST: Vedavyāsa), 또한 크리슈나 드바이파야나 베다 비야사(산스크리트어: कृष्णद्वैपायन, IAST: Kṛṣṇadvaipāyana 베다비야사)로도 알려진 그는 대부분의 힌두 전통에서 중요한 역할을 하는 리시(현자)이다. 그는 전통적으로 서사시 마하바라타의 저자로 여겨지며, 거기서도 중요한 등장인물로 나온다. 또한 그는 힌두 전통에 따라 베다의 만트라를 네 가지 경전으로 편찬한 자이자, 18개의 푸라나와 브라흐마수트라의 저자로 간주된다.
비야사는 많은 힌두인들에게 비슈누의 부분 화신(산스크리트어: अंशावतार, IAST: Aṃśāvatāra)으로 여겨진다. 그는 치란지비라고 불리는 불멸자 중 한 명으로, 추종자들은 그가 현재 칼리 유가 시대에도 살아있다고 믿는다.

## 이름
"비야사"(Vyāsa)는 "편찬자" 또는 "정리자"를 의미하며 또한 "분리" 또는 "분할"을 의미한다. 다른 의미로는 "분열", "차별화", 또는 "묘사"가 있다. 이는 또한 "거룩한 현자 또는 경건하고 박식한 사람"에게 주어지는 칭호이며, "저술로 명성을 떨친 사람"에게 적용된다.
비야사는 단일하고 영원한 베다를 네 권의 개별적인 책—리그베다, 사마베다, 야주르베다, 아타르바베다로 나누었기 때문에 흔히 "베다 비야사"(산스크리트어: वेदव्यास, Vedavyāsa)로 알려져 있다. 마하바라타에서 비야사는 그의 어두운 피부색(크리슈나) 때문에 크리슈나라고도 불리며, 그의 출생지가 섬(드바이파야나)에 있었기 때문에 드바이파야나라고도 불린다. 그는 또한 바이샴파얀(산스크리트어: वैशम्पायन, Vaiṣampāyana)으로도 불린다.

## 베다의 분할자
힌두인들은 전통적으로 비야사가 원시적인 단일 베다를 정경적인 모음집으로서 네 부분으로 세분화했다고 믿는다. 그래서 그는 베다비야사, 즉 "베다의 분할자"라고 불렸는데, 이 분할은 사람들이 베다의 신성한 지식을 이해할 수 있게 해준 위업이었다.
비슈누 푸라나는 힌두 연대기에서 비야사의 역할에 대해 자세히 설명한다. 우주에 대한 힌두의 관점은 반복적으로 존재로 들어섰다가 해체되는 순환적인 현상이다. 각 칼파 주기는 여러 마누들에 의해 주관되며, 각 만반타라마다 한 명의 마누가 있고, 각 만반타라에는 여러 유가 주기가 있으며, 각 주기는 덕이 쇠퇴하는 네 가지 유가 시대를 포함한다. 드와파라 유가는 세 번째 유가이다. 비슈누 푸라나(제3권 3장)는 다음과 같이 말한다.
모든 세 번째 세계 시대(드바파라)에는 비슈누가 비야사의 모습으로 나타나 인류의 선을 증진시키기 위해 본래 하나인 베다를 여러 부분으로 나눈다. 필멸자들의 제한된 인내심, 에너지, 노력을 관찰하여 그는 그들의 능력에 맞게 베다를 네 부분으로 만들고, 그 분류를 실행하기 위해 취하는 육체적 형태는 베다비야사라는 이름으로 알려져 있다. 현재 만반타라의 다양한 비야사들과 그들이 가르친 지류에 대해 너는 설명을 들을 것이다.
바이바스바타 만반타라에서 위대한 리시들에 의해 베다가 스물여덟 번 정리되었다. [...] 따라서 스물여덟 명의 비야사가 지나갔고, 그들에 의해 각 시대에 베다가 네 부분으로 나뉘었다. 첫 번째... 분배는 스바얌부(브라흐마) 자신이 했고; 두 번째 베다 정리자(비야사)는 프라자파티였다 [...] (이와 같이 스물여덟 번째까지).

비슈누 푸라나에 따르면, 드로나의 아들인 아슈와타마는 다음 현자(비야사)가 되어 7번째 만반타라의 29번째 마하 유가에서 베다를 나눌 것이다.

## 귀속된 텍스트

### 마하바라타

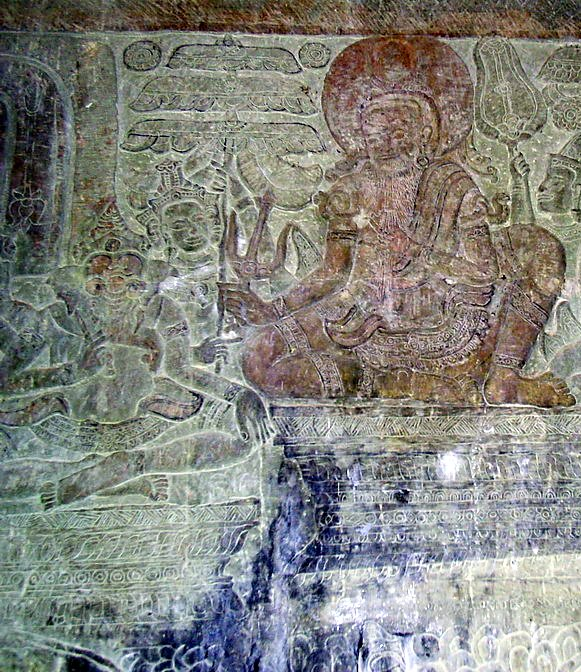
앙코르 와트에서 가네샤에게 마하바라타를 구술하는 비야사. 가네샤는 그의 필사가이다.

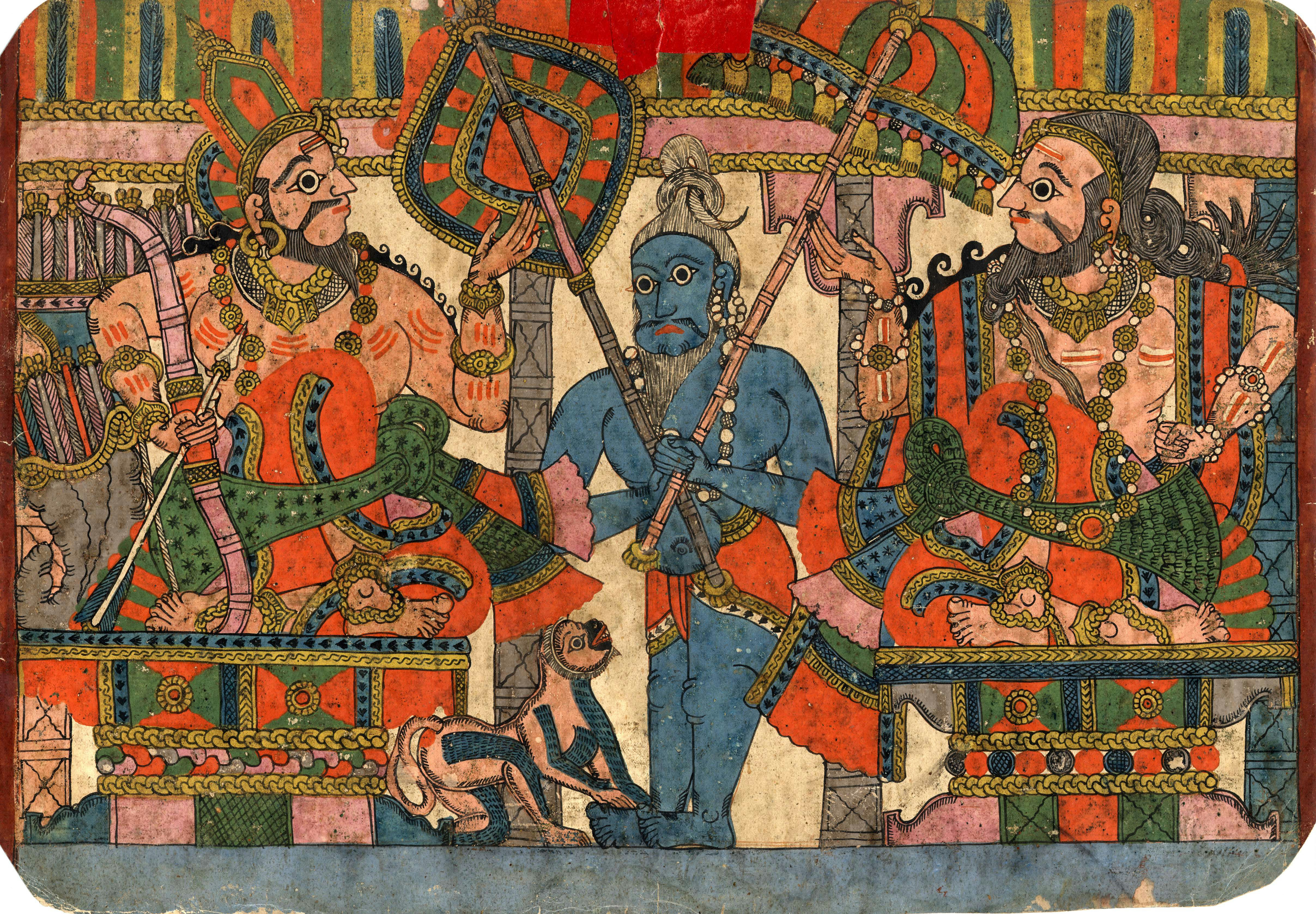
비야사와 자나메자야 왕을 묘사한 그림.

비야사는 힌두 문학의 주요 서사시인 마하바라타의 저자로 간주된다. 마하바라타의 첫 부분에는 가네샤가 비야사의 구술에 따라 텍스트를 썼다고 명시되어 있지만, 이는 학자들에 의해 서사시에 나중에 삽입된 것으로 간주되며, 이 이야기 부분은 마하바라타의 "비판판"에서도 제외되어 있다.
쿠루 왕가의 젊은 계승자인 다섯 판다바 형제가 궁극적인 승리자이자 인도의 문화적 영웅이 되었는데, 사촌 간의 친족 전쟁에서 승리자들의 아버지를 낳은 연대기 작가로서 비야사의 관계는 그러하다. 이 다섯 주인공은 판두의 대리 아들들로, 이 쿠루 왕을 위해 다양한 신들이 씨를 뿌렸는데, 이 왕은 비야사 자신이 '니요가 관행'에 따라 후사 없이 죽은 형을 대신하여 어머니 사트야바티의 요청으로 낳았다. 비야사는 또한 패배자들의 아버지에게도 씨를 뿌렸고, 그는 백 명의 적대적인 사촌 형제들을 인큐베이션에 넣은 외과 의사였으며, 그들이 어머니에게 부여된 축복으로만 태어났다고 하므로, 그들 또한 그의 생물학적 자손일 가능성도 있다. 따라서 비야사의 마하바라타 저술은 그의 입양된 가족을 포함한 자신의 가족의 전기를 통해 이루어졌다. 이것은 그의 직계 손자들 사이의 투쟁이었다. 그리고 이 역사적인 스므리티 마하바라타를 제작하고 슈루티 경전인 베다를 '편찬'한 결과 '비야사'라는 별명이 붙었고 그의 두 본명인 크리슈나와 드바이파야나를 무색하게 만들었으며, 그의 스므리티 창작물은 그 영토 이름이 두 명의 전설적인 통치자의 개인 이름 중 하나 또는 두 개를 따서 사가 텍스트에 포함되었고, 이는 현대 산스크리트어-힌디어 공식 형태인 바르타 가나랴자(Bhārata Gaṇarājya)로 인도의 이름을 통해 현재 헌법에도 이어지고 있다.
비야사의 자야(Jaya, 문자적으로 "승리")는 마하바라타의 핵심이며, 드리타라슈트라(쿠루의 왕이자 쿠루크셰트라 전쟁에서 판다바에 대항한 카우라바의 아버지)와 그의 조언자이자 전차병인 산자야 사이의 대화이다. 산자야는 18일 동안 벌어진 쿠루크셰트라 전쟁의 세부 사항을 연대순으로 이야기한다. 드리타라슈트라는 때때로 질문을 하고 의심을 표현하며, 때로는 전쟁이 그의 가족, 친구, 친족에게 가져올 파괴를 두려워하며 한탄한다.
바가바드 기타는 마하바라타 6권의 23-40장을 구성하는 비슈마 파르바에 포함되어 있다. 기원전 1천년 후반으로 거슬러 올라가는 기타는 그 자체로 가장 영향력 있는 철학적 종교적 대화 중 하나이며, 수많은 주석과 전 세계적인 청중을 배출했다. "자야"처럼, 이것 또한 대화이며, 판다바 왕자 아르주나가 사촌들을 공격하는 것을 주저하자, 그의 전차병이 비슈누의 화신임이 드러나 '신들의 관점'에서 조언한다. 1981년, 라슨은 "기타 번역본과 관련 2차 문헌 목록은 거의 끝이 없을 것"이라고 언급했다. 바가바드 기타는 마하트마 간디와 사르베팔리 라다크리슈난을 포함한 저명한 인도인들뿐만 아니라, 올더스 헉슬리, 헨리 데이비드 소로, J. 로버트 오펜하이머, 랠프 월도 에머슨, 카를 융, 헤르만 헤세, 그리고 뷜렌트 에제비트에게도 높은 평가를 받았다.

### 푸라나

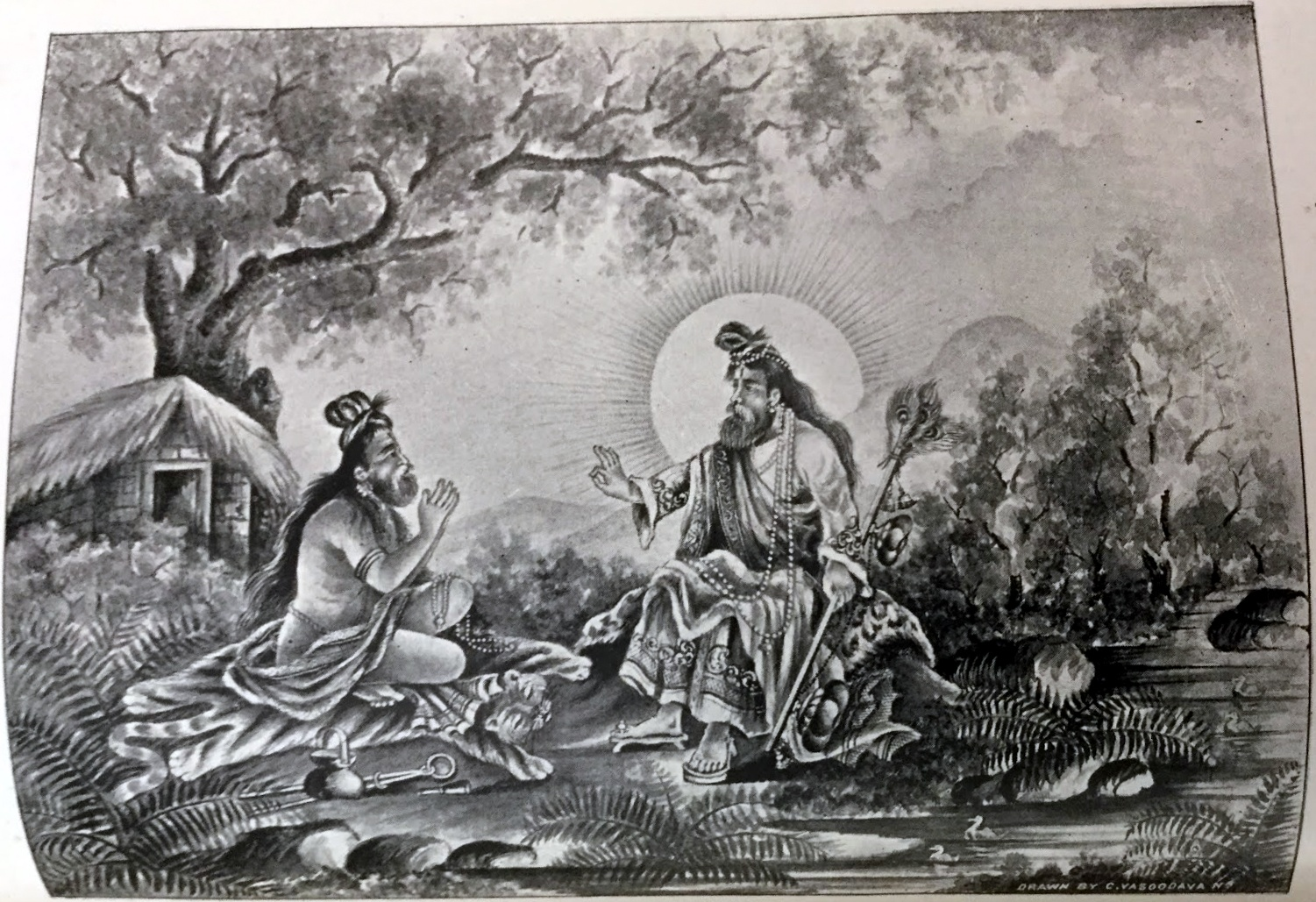
나라다가 비야사를 만남

비야사는 또한 18개의 주요 푸라나를 저술한 것으로 알려져 있으며, 이는 다양한 경전을 다루는 백과사전적인 주제를 포함하는 인도 문학 작품이다.

### 브라흐마수트라
베단타 학파의 기초 텍스트 중 하나인 브라흐마수트라는 "정리하는 자"라고도 불리는 바다라야나가 저술했다.

## 마하바라타에서의 역할

### 탄생

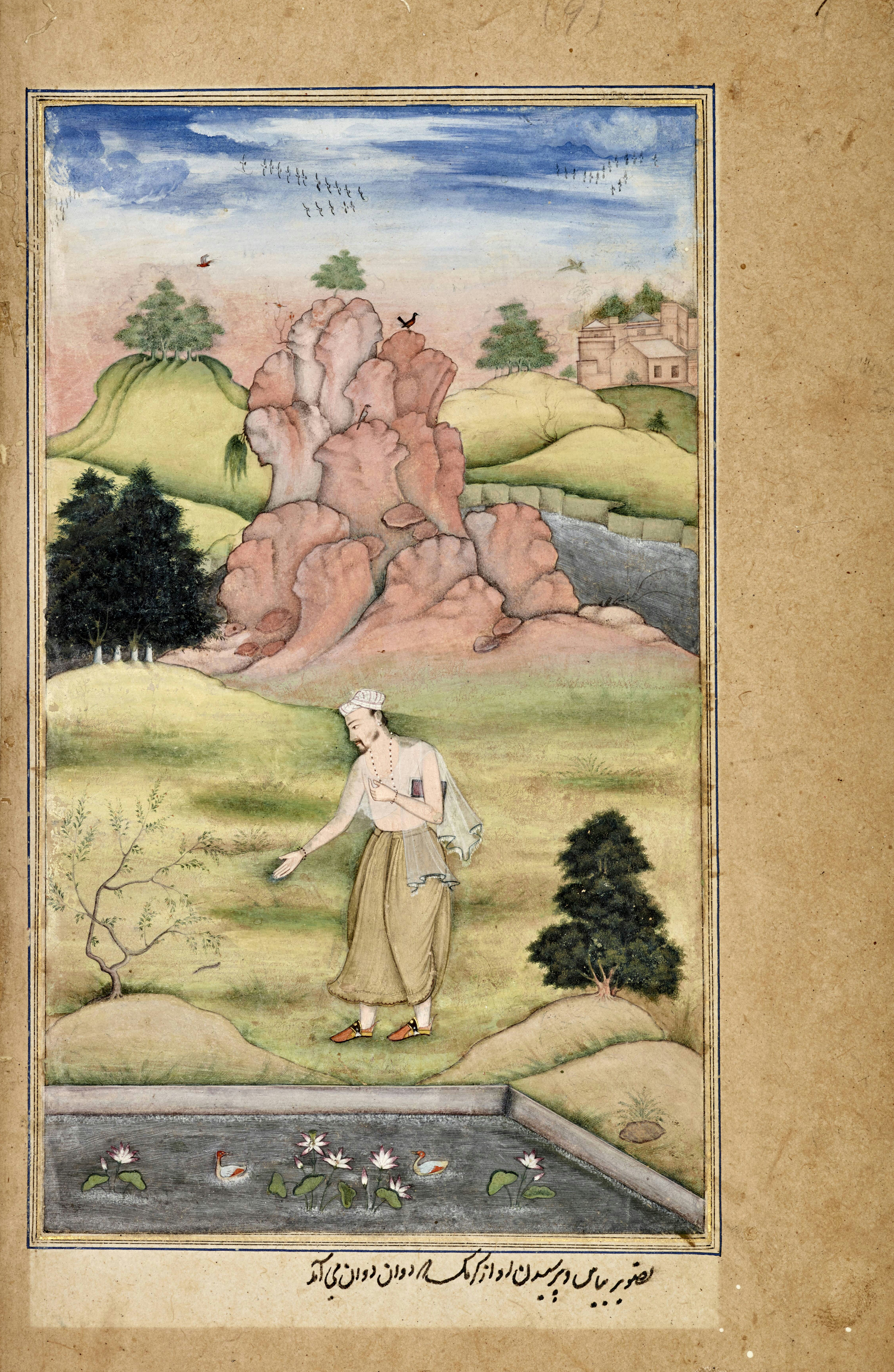
라즈므나마(약 1598년)에 묘사된 비야사

마하바라타에 따르면, 비야사의 어머니 사트야바티는 야무나강을 건너는 사람들을 태워다 주던 부족에 속한 어부의 딸로 자랐다. 그녀는 이 일에서 아버지를 돕곤 했다. 그녀가 이렇게 배를 태우는 동안 현자 파라샤라를 만났다. 그가 그녀의 배에 오르자, 그는 그녀의 아름다움에 매혹되었다. 욕망에 압도되어 그는 그녀에게 다가갔지만, 그녀는 그의 의도를 알아채고 겸손하게 자신의 순결을 지켜달라고 애원했다. 그러나 파라샤라는 그의 신성한 힘을 사용하여 배 주위에 인공 안개를 만들고 그녀의 자연적인 향기를 사향의 향기로 바꾸었다. 그는 또한 강 한가운데 섬을 만들어 그곳에서 그녀와 합방했다. 이 후, 그는 그녀가 아이를 낳더라도 처녀로 남을 것이라고 확신시켰다. 그는 그녀가 낳을 아들이 비범한 존재가 될 것이라고 예언했다—비슈누의 부분적인 화신, 엄청난 지혜를 가진 사람, 그리고 베다를 나누고 세 세상에서 존경받는 스승이 될 것이라고.
이후 파라샤라는 야무나에서 몸을 씻고 떠났다. 사트야바티의 임신은 즉시 완료되었고, 그녀는 섬에서 빛나고 잘생긴 소년을 낳았다. 태어나자마자 아이는 영적인 광채를 발산하며 고행자의 형태로 성숙했다. 그는 어머니에게 자신에 대해 걱정할 필요가 없으며 고행을 하기 위해 떠날 것이라고 안심시켰다. 그는 또한 그녀가 어려움에 처할 때마다 자신을 생각하기만 하면 나타날 것이라고 약속했다. 이 말을 하고 그는 떠나 은둔자의 길을 걷기 시작했다. 그는 그의 어두운 피부색을 나타내는 크리슈나 드바이파야나(Krishna Dvaipayana)라는 이름을 얻었다.
사트야바티는 이 사건을 비밀로 지키고, 나중에 결혼한 샨타누 왕에게도 말하지 않았다.

### 쿠루 왕조의 계승
샨타누와 사트야바티는 치트랑가다와 비치트라비리야라는 두 아들을 두었다. 둘 다 후사 없이 일찍 죽었지만, 비치트라비리야는 두 명의 아내인 암비카와 암발리카를 두었다. 과부가 된 사트야바티는 처음에 양아들인 비슈마에게 두 왕비와 결혼해 달라고 요청했지만, 그는 독신 서약을 이유로 거절했다. 사트야바티는 자신의 비밀스러운 과거를 밝히고, 니요가라는 전통에 따라 첫 아들을 데려와 과부들을 임신시켜 달라고 요청했다.
비야사 현자는 숲에서 몇 달간 명상을 한 탓에 흐트러진 모습이었다. 그래서 그를 본 암비카는 겁에 질려 눈을 감았고, 그 결과 그들의 아이인 드리타라슈트라는 맹인으로 태어났다. 다른 왕비 암발리카는 비야사를 만나자마자 창백해졌고, 그 결과 그들의 아이인 판두는 창백하게 태어났다. 놀란 사트야바티는 비야사에게 암비카를 다시 만나 다른 아들을 주도록 요청했다. 암비카는 대신 자신의 시녀를 비야사를 만나게 보냈다. 의무에 충실한 시녀는 침착하고 침착했으며, 건강한 아이를 낳았고 나중에 비두라라고 이름 지어졌다.
비치트라비리야의 자녀들이 성장하자, 비슈마는 그들을 다른 여성들과 결혼시켰다. 드리타라슈트라는 간다라의 공주 간다리와 결혼했다. 판두는 쿤티와 마드리와 결혼했다. 판두는 왕국을 떠나 드리타라슈트라를 대리 왕으로 남겼다. 간다리는 사춘기 시절 백 명의 자녀를 낳을 수 있다는 축복을 받았지만, 임신 기간이 길었다. 2년의 임신 끝에 간다리는 발달 중인 태아를 유산하여 쇠공처럼 생긴 단단한 덩어리를 낳았다. 비야사는 왕국에 와서 자신의 지식을 사용하여 덩어리를 101조각으로 나누어 인큐베이션을 위해 항아리에 넣으라고 요청했다. 1년 후 101명의 아기들이 태어났다. 한편, 판두의 아내 쿤티와 마드리는 각각 세 명과 두 명의 아들을 낳았다.
판두가 죽은 후, 그는 쿤티와 어린 판다바들을 위로하고, 그들이 상심한 시기에 조언을 해주었다. 비야사는 어머니의 운명에 대한 슬픔을 느끼며, 어머니에게 왕국을 떠나 자신과 함께 평화로운 삶을 살라고 요청했다. 사트야바티는 두 며느리와 함께 숲으로 갔다.

### 쿠루 왕국의 정치적 문제에 미친 영향
비야사는 마하바라타의 핵심 인물로, 카우라바와 판다바 모두에게 영적, 도덕적 지침을 제공하는 역할을 한다. 그의 주된 거처는 은둔지였지만, 그의 영향력은 하스티나푸르(쿠루 왕국의 수도)의 일에 깊이 미쳤다. 그는 중요한 순간에 조언과 개입을 제공하며 사건을 형성하는 데 적극적으로 참여했다.
그의 영향력은 당시의 더 넓은 정치적, 사회적 발전으로 확장되었다. 그는 드라우파디의 다섯 판다바와의 결혼을 촉진하는 데 결정적인 역할을 하여, 전개되는 사건에 중대한 영향을 미치는 동맹을 형성했다. 그의 지혜는 통치 문제에서 자주 추구되었고, 그는 유디슈티라의 궁정에 정기적으로 참석했다. 그의 지시에 따라 판다바들은 지역 정복을 수행하여 영향력을 확대했다. 비야사는 또한 유디슈티라가 수행한 라자수야 희생제에서 핵심적인 역할을 했으며, 그 준비를 감독하고 미래의 사건 과정을 예측했다. 의식이 끝난 후, 그는 유디슈티라를 기름 부었다.
카우라바와 판다바 사이의 적대 관계가 고조되자, 비야사는 갈등을 막기 위해 여러 차례 시도했다. 그는 드리타라슈트라에게 두료다나의 불의한 행동을 제지하라고 조언하며 잠재적인 결과를 경고했다. 판다바의 망명 기간 동안, 그는 숲에서 그들을 방문하여 유디슈티라에게 다양한 철학적 및 전략적 문제를 가르쳤다. 쿠루크셰트라 전쟁 이전에, 그는 산자야에게 신성한 시야를 부여하여, 그가 드리타라슈트라에게 전쟁의 진행 상황을 이야기할 수 있게 했다. 전쟁 중에는 유디슈티라와 아르주나 모두에게 지침과 위로를 제공했는데, 두 사람 모두 주변의 파괴로 인해 깊이 영향을 받았다.
전쟁 후, 비야사는 왕국의 정치적, 도덕적 재건에 계속 적극적으로 참여했다. 그는 간다리가 슬픔 속에서 판다바를 저주하는 것을 막기 위해 개입했으며, 유디슈티라에게 통치와 국정 운영에 대해 조언했다. 유디슈티라가 후회에 압도되어 왕위를 포기하려고 했을 때, 비야사는 그를 만류하고 자신의 책임을 다하라고 촉구했다. 그는 전후 화해에 중요한 역할을 했는데, 자신의 영적 힘을 사용하여 죽은 자들의 영혼을 불러내어 드리타라슈트라와 다른 사람들이 그들을 볼 수 있게 했다. 그는 또한 전사한 전사들의 미망인들을 지도하여 전통적인 의식을 가르쳤다.

## 기타 이야기

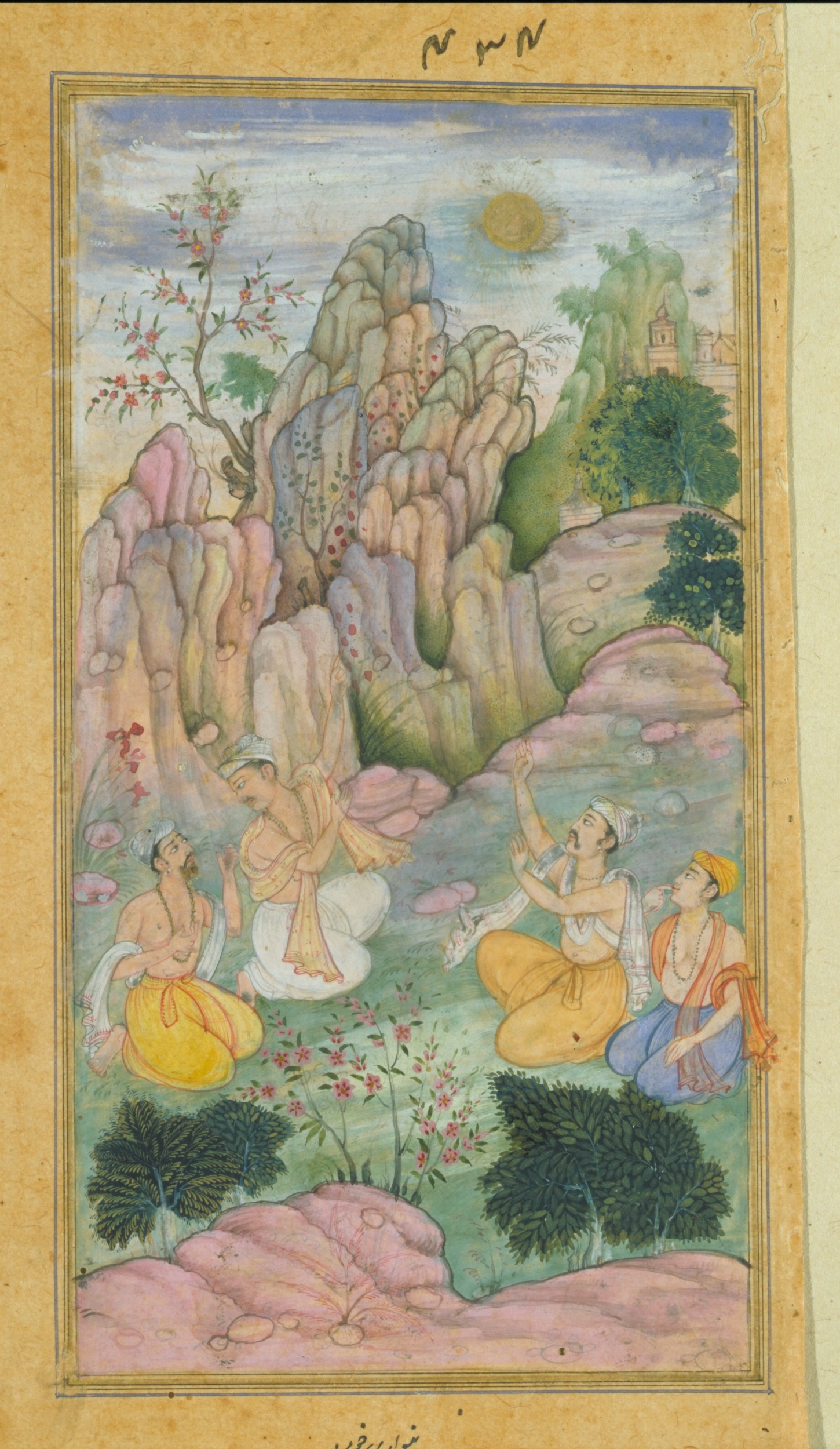
라즈므나마(약 1598년)에서 제자들과 함께 아들 슈카가 불덩이처럼 다가오는 것을 지켜보는 비야사

비야사에게는 영적인 후계자이자 상속자인 슈카라는 아들이 있었다. 스칸다 푸라나에 따르면, 비야사는 자발리라는 현자의 딸인 바티카, 또는 핀잘라와 결혼했다. 비야사와 그녀의 결합으로 그의 상속자가 태어났는데, 그는 자신이 들은 모든 것을 반복했기 때문에 슈카(문자적으로 앵무새)라는 이름을 얻었다고 묘사되어 있다. 데비 바가바타 푸라나를 포함한 다른 문헌들도 슈카의 탄생을 이야기하지만, 극적인 차이가 있다. 비야사는 후계자를 원하고 있었는데, 압사라라는 천상의 요정(천녀)이 아름다운 앵무새의 모습으로 그의 앞에 나타나 성적인 흥분을 유발했다. 그는 정액을 배출했고, 그것이 막대기 위에 떨어져 아들이 생겨났다. 이번에는 천상의 앵무새의 역할 때문에 그에게 슈카라는 이름이 붙었다. 슈카는 젊은 쿠루 왕자들의 영적 지침자로서 이야기 속에 가끔 등장한다.
그의 상속자 외에, 비야사에게는 파일라, 자이미니, 바이샴파야나 그리고 수만투—라는 네 명의 제자가 더 있었다. 그들 각자는 네 가지 베다 중 하나를 전파하는 책임을 맡았다. 파일라는 리그베다, 자이미니는 사마베다, 바이샴파야나는 야주르베다, 수만투는 아타르바베다의 책임자가 되었다.
비야사는 현대 우타라칸드주의 강가 강변에 살았다고 믿어진다. 이 장소는 또한 현자 바시슈타와 마하바라타의 다섯 형제인 판다바의 의례적 고향이었다.
비야사는 샹카라 디그비자야에서도 언급된다. 그는 아디 샹카라와 대면하는데, 샹카라는 브라흐마수트라에 대한 주석을 썼고, 노년의 브라만 모습으로 나타나 첫 번째 수트라에 대한 설명을 요청한다. 이것은 샹카라와 비야사 간의 논쟁으로 발전하여 8일 동안 지속된다. 샹카라는 노년의 브라만이 비야사임을 알아보고 경배하며 그를 찬양하는 찬가를 부른다. 이에 비야사는 샹카라의 브라흐마수트라 주석을 검토하고 승인한다. 16년째 되는 해에 죽을 예정이었던 아디 샹카라는 비야사의 면전에서 자신의 몸을 떠나고 싶다는 소망을 표현한다. 비야사는 그를 만류하고 그가 자신의 작업을 완료하기 위해 16년 더 살 수 있도록 축복한다.

## 축제
구루 푸르니마 축제는 비야사에게 헌정되었다. 이는 또한 비야사 푸르니마(Vyasa Purnima)라고도 알려져 있는데, 그의 탄생일이자 그가 베다를 나누었던 날이라고 믿어진다.

## 시크교에서
다삼 그란트에 실린 여러 작품 중 하나인 브라흠 아브타르(Brahm Avtar)에서 구루 고빈드 싱은 리시 비야스를 브라흐마의 아바타라로 언급한다. 그는 브라흐마의 다섯 번째 화신으로 여겨진다. 구루 고빈드 싱은 위대한 왕들—마누, 프리스투, 바라트, 주잣, 벤, 만다타, 딜립, 라구 라즈, 아지—에 대한 리시 비야사의 작품에 대한 간략한 설명을 썼고, 그에게 베다 학습의 보고를 귀속시켰다.

## 같이 보기
- 치란지비
- 구루 기타
- 바사르의 그냐나 사라스바티 사원
- 파라샤라
- 베다 신화

### 설명주
1. ↑  비야사는 가네샤에게 텍스트를 쓰는 것을 도와달라고 요청한다. 가네샤는 비야사가 쉬지 않고 이야기를 들려준다면 그렇게 하겠다고 전제 조건을 내건다. 비야사는 가네샤가 구절을 기록하기 전에 먼저 이해해야 한다는 반대 조건을 설정한다. 그리하여 비야사는 마하바라타 전체를 구술한다.
2. ↑  나중에 비야사는 쿠루 왕자들인 판두와 드리트라슈트라의 대리 아버지가 되었다.

### 참조주
1. 1 2  Dalal 2019.
2. ↑  Sullivan 1999, 1쪽.
3. 1 2  Sanskrit Dictionary for Spoken Sanskrit, Vyasa
4. ↑  Gopal, Madan (1990).  K.S. Gautam, 편집. 《India through the ages》. Publication Division, Ministry of Information and Broadcasting, Government of India. 158쪽.
5. ↑  Gopal, Madan (1990).  K.S. Gautam, 편집. 《India through the ages》. Publication Division, Ministry of Information and Broadcasting, Government of India. 129쪽.
6. 1 2 3 4 5 6 7 8 9 10 11 12  Mani, Vettam (1975). 《Puranic Encyclopaedia: A Comprehensive Dictionary With Special Reference to the Epic and Puranic Literature》. Delhi: Motilal Banarsidass. 885 (Vyāsa)쪽. ISBN 0-8426-0822-2.
7. 1 2 3  Sullivan 1999, 2쪽.
8. ↑  Essays on the Mahābhārata, Arvind Sharma, Motilal Banarsidass Publisher, p. 205
9. ↑  Encyclopaedic Dictionary of Puranas, Volume 1 (2001), page 1408
10. ↑  “Vishnu Purana”. 2014년 3월 15일에 확인함.
11. ↑  Vishnu Purana -Drauni or Asvathama as Next Vyasa Retrieved 2015-03-22
12. ↑  Lochtefeld, James G. (2002). 《The Illustrated Encyclopedia of Hinduism: N-Z》 (영어). Rosen. 770쪽. ISBN 978-0-8239-3180-4.
13. ↑  Mahābhārata, Vol. 1, Part 2. Critical edition, p. 884.
14. ↑  Barti, Kalra;  외. (2016). 《The Mahabharata and reproductive endocrinology》. 《Indian Journal of Endocrinology and Metabolism》 20. 404–407쪽. doi:10.4103/2230-8210.180004. PMC 4855973. PMID 27186562.
15. ↑  Bhattacharya, Pradip (May–June 2004). 《Of Kunti and Satyawati: Sexually Assertive Women of the Mahabharata》 (PDF). 《Manushi》. 21–25쪽.
16. ↑  Clémentin-Ojha, Catherine (2014). 《'India, that is Bharat…': One Country, Two Names》. 《South Asia Multidisciplinary Academic Journal》 10.
17. ↑  –《The Essential Desk Reference》, 옥스퍼드 대학교 출판부, 2002, 76쪽, ISBN 978-0-19-512873-4 "Official name: Republic of India.";
–John Da Graça (2017), 《Heads of State and Government》, London: 맥밀런 출판사, 421쪽, ISBN 978-1-349-65771-1 "Official name: Republic of India; Bharat Ganarajya (Hindi)";
–Graham Rhind (2017), 《Global Sourcebook of Address Data Management: A Guide to Address Formats and Data in 194 Countries》, 테일러 앤드 프랜시스, 302쪽, ISBN 978-1-351-93326-1 "Official name: Republic of India; Bharat.";
–Bradnock, Robert W. (2015), 《The Routledge Atlas of South Asian Affairs》, 라우틀리지, 108쪽, ISBN 978-1-317-40511-5 "Official name: English: Republic of India; Hindi:Bharat Ganarajya";
–《Penguin Compact Atlas of the World》, 펭귄 그룹, 2012, 140쪽, ISBN 978-0-7566-9859-1 "Official name: Republic of India";
–《Merriam-Webster's Geographical Dictionary》 3판, 메리엄-웹스터, 1997, 515–516쪽, ISBN 978-0-87779-546-9 "Officially, Republic of India";
–《Complete Atlas of the World, 3rd Edition: The Definitive View of the Earth》, DK Publishing, 2016, 54쪽, ISBN 978-1-4654-5528-4 "Official name: Republic of India";
–《Worldwide Government Directory with Intergovernmental Organizations 2013》, CQ Press, 2013년 5월 10일, 726쪽, ISBN 978-1-4522-9937-2 "India (Republic of India; Bharat Ganarajya)"
18. ↑  “Mahabharata”. 《World History Encyclopedia》 (영어). 2022년 4월 1일에 확인함.
19. ↑  “Bhagavadgita | Definition, Contents, & Significance | Britannica”. 《www.britannica.com》 (영어). 2022년 12월 27일에 확인함.
20. ↑  Gerald James Larson (1981), “The Song Celestial: Two centuries of the Bhagavad Gita in English”, 《Philosophy East and West》 (University of Hawai'i Press) 31 (4): 513–40, doi:10.2307/1398797, JSTOR 1398797
21. ↑  Modern Indian Interpreters of the Bhagavad Gita, by Robert Neil Minor, 1986, p. 161
22. ↑  Hijiya 2000.
23. ↑  Pandit 2005, 27쪽
24. ↑  Hume 1959, 29쪽
25. ↑  “The Telegraph – Calcutta: Opinion”. 《The Telegraph》. Kolkota. 2002년 11월 23일에 원본 문서에서 보존된 문서.
26. ↑  Leaman, Oliver, 편집. (2001). 《Encyclopedia of Asian philosophy》. London; New York: Routledge. ISBN 978-0-415-17281-3.
27. 1 2  Radhakrishna, Sarvepalli (1960). 《Brahma Sutra, The Philosophy of Spiritual Life》. 22 with footnote 3 and 4쪽.
28. ↑  The Yoga Sutras of Patanjali. Edwin F. Bryant 2009 page xl
29. ↑  Monier-Williams, Sir Monier (1875). 《Indian Wisdom, Or, Examples of the Religious, Philosophical, and Ethical Doctrines of the Hindūs: With a Brief History of the Chief Departments of Sanskṛit Literature, and Some Account of the Past and Present Condition of India, Moral and Intellectual》 (영어). Wm. H. Allen & Company.
30. ↑  Dalal, Roshen (2014년 4월 18일). 《Hinduism: An Alphabetical Guide》. Penguin UK. ISBN 9788184752779.
31. ↑  Bhawalkar, Vanamala (2002). 《Eminent women in the Mahābhārata》 (영어). Sharada. ISBN 9788185616803.
32. ↑  Pattanaik 2000.
33. ↑  Skanda Purāṇa, Nāgara Khanda, ch. 147
34. ↑  Shastri, J. L.; Tagare, Ganesh Vasudeo (2004년 1월 1일). 《Ancient Indian Tradition and Mythology Volume 7: The Bhagavata-Purana Part 1》 (영어). Motilal Banarsidass. ISBN 978-81-208-3874-1.
35. ↑  Strauss, Sarah (2002). 《The Master's Narrative: Swami Sivananda and the Transnational Production of Yoga》. 《Journal of Folklore Research》 23 (Indiana University Press). 221쪽. JSTOR 3814692.
36. ↑  Vidyaranya, Madhava (2005). 《Sankara Digvijaya The Traditional life of Sri Sankaracharya》. Sri Ramakrishna Math Chennai. 70쪽. ISBN 8178233428.
37. ↑  《Awakening Indians to India》. Chinmaya Mission. 2008. 167쪽. ISBN 978-81-7597-434-0.
38. ↑  《What Is Hinduism?: Modern Adventures Into a Profound Global Faith》. Himalayan Academy Publications. 2007. 230쪽. ISBN 978-1-934145-00-5.
39. 1 2  Dasam Granth, Dr. SS Kapoor
40. ↑  Line 8, Brahma Avtar, Dasam Granth
41. ↑  Line 107, Vyas Avtar, Dasam Granth

## 참고 자료
- Dalal, Roshen (2019년 1월 6일). 《The 108 Upanishads: An Introduction》 (영어). Penguin Random House India Private Limited. ISBN 978-93-5305-377-2.
- Maas, Philipp A. (2006), 《Samādhipāda. Das erste Kapitel des Pātañjalayogaśāstra zum ersten Mal kritisch ediert. (Samādhipāda. The First Chapter of the Pātañjalayogaśās-tra for the First Time Critically Edited).》, Aachen: Shaker
- Pattanaik, Devdutt (2000년 9월 1일). 《The Goddess in India: The Five Faces of the Eternal Feminine》 (영어). Simon and Schuster. ISBN 978-1-59477-537-6.
- Sullivan, Bruce M. (1999). 《Seer of the Fifth Veda: Kr̥ṣṇa Dvaipāyana Vyāsa in the Mahābhārata》 (영어). Motilal Banarsidass Publ. ISBN 978-81-208-1676-3.

## 더 읽어보기
- The Mahabharata of Krishna-Dwaipayana Vyasa, translated by 키사리 모한 강굴리, published between 1883 and 1896
- The Arthashastra, translated by Shamasastry, 1915
- The Vishnu-Purana, translated by H. H. Wilson, 1840
- The Bhagavata-Purana, translated by A. C. 박티베단타 스와미 프라부파다, 1988 copyright 박티베단타 북 트러스트
- The Jataka or Stories of the Buddha's Former Births, edited by E. B. Cowell, 1895